# Maudheim
Maudheim var klimatforskningsstation för den Norsk-brittisk-svenska Antarktisexpeditionen 1949-1952. Den var belägen på shelfisen (71°02,6´S, 10°55,5´V) på Kronprinsesse Märtha Kyst i den norska Dronning Maud Land-zonen i Antarktis. Det var cirka 2,2 km till iskanten, kallad "Norselbukta", på knappt 40 meters höjd över havet. Shelfisens tjocklek var 180-200 m och havsdjupet 400-450 m. Den anlagda båtkajen var cirka 3 km avlägsen. Forskningsstationen byggdes med fem hus, varav två huvudbyggnader 8x8 m stora svenska trähus, allt medfört som delvis prefabricerat material. Byggnader och i isen utgrävda utrymmen förbands med ett gång- och tunnelsystem. Området kom att omfatta cirka 200 m2 och efterhand snöades det över upp till taknocknivå som en del i skyddet mot stormar och kyla. Det fanns plats för upp till 15 personer på stationen.
I och med att Maudheimexpeditionen avslutades lämnade samtliga stationen i februari 1952 och den blev öde. Åtta år senare besöktes platsen igen och då stack bara 2 meter av det 10 meter höga meteorologiska tornet upp från isen. Nu är stationen för länge sedan helt begravd av snö och is.
Kvalsterfamiljen Maudheimiidae liksom det underliggande släktena Maudheimia och Multimaudheimia har fått namn efter Maudheim. De första exemplaren av det som senare blev en egen familj upptäcktes på nunatakerna Passat och Ekberget.